# ドルイド

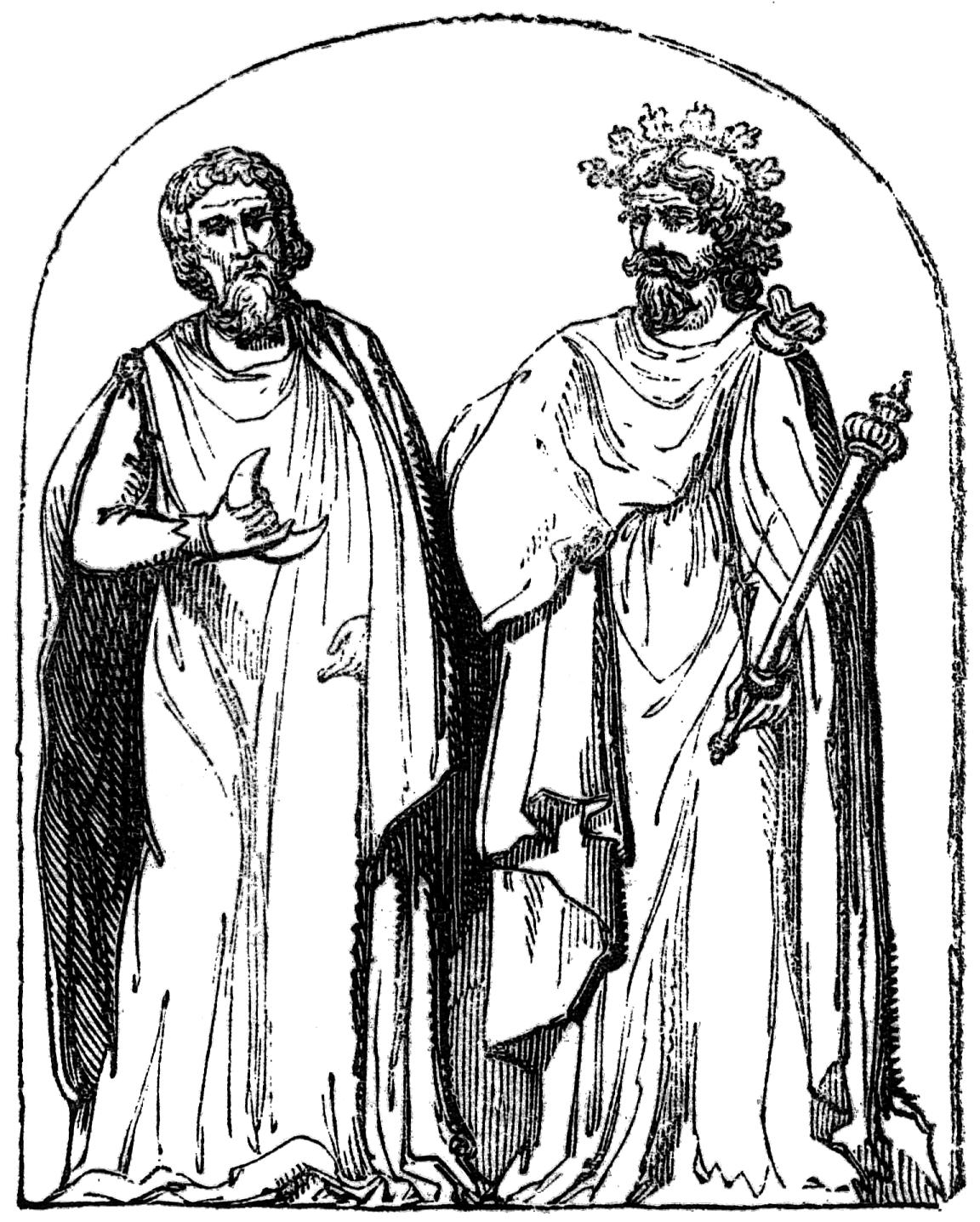
ドルイド

ドルイド（Druid）は、古代社会における祭司のことだとされてきた。日本語ではドゥルイドとも表記する。女性形はドルイダス（Druidas）。

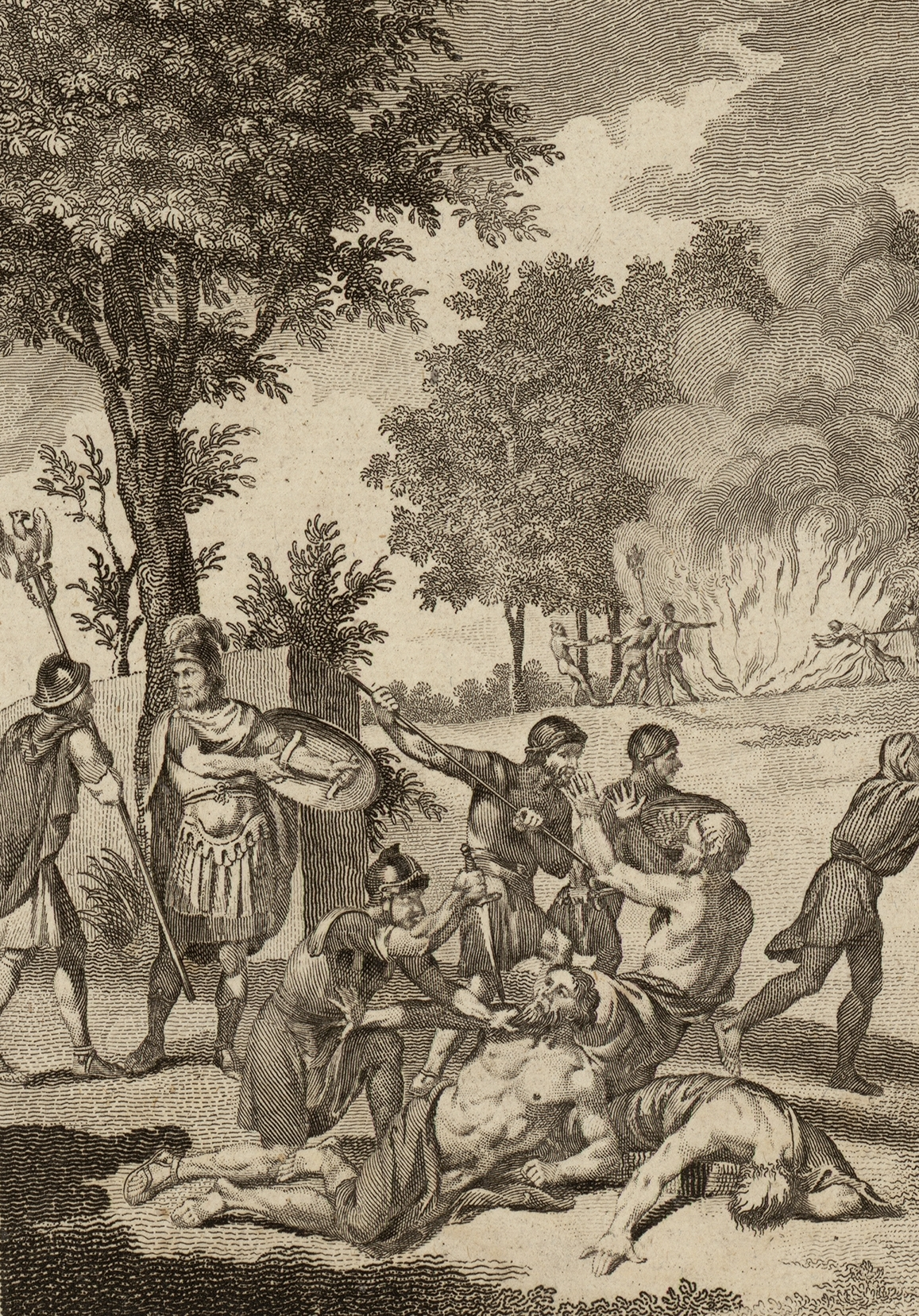
アングルシー島でのローマ兵によるドルイド殺害

ドルイドは宗教的指導のほか、政治的指導、公私の争い事の調停と、古代の社会に重要な役割を果たしていたとされていたが、実際、彼らがどのようなことを行っていたのか、よくわかっていない。ドルイドに関するほとんどのことが近世に作られたものであり、19世紀にはウエールズにそれを実践する者たちもいたが、オカルト趣味とみなされている。
カエサルの『ガリア戦記』 (紀元前58年 - 51年) によれば、ドルイドの社会的影響力はかなり大きかったようである。争い事の調停あるいは裁決をし、必要があれば当事者に賠償や罰金を課した。ドルイドの裁決を不服とした者は、社会的地位や信用を失った。このほか、ドルイドは兵役や納税を免除される特権的地位にあった。
ドルイドの宗教上の特徴の一つは、森や木々との関係である。プリニウスの『博物誌』によると、ドルイドが珍重したのはヤドリギの中でもロブル（オーク）に寄生した物だけで、彼らはオークの森を聖なる地とした。彼らはヤドリギを飲み物にするとどんな動物も多産となり、あらゆる毒の解毒剤になると信じた。
近代になって発掘された古代ガリアの奉納物には、オークで作られた物が多い。また、ドルイドが四葉のクローバーなどの希少な植物を崇拝していたということが伝えられている。なお、神木の概念自体はケルト人に留まらず世界中に存在する。
比較宗教学においてドルイドは、古代ローマのフラミネスや古代インドのブラーフマナ（婆羅門）と関連付けられている。

## 古典文献の取扱い
先住の人々の社会は本来無文字文化であったが、他文明との交流によって文字を獲得した。ガリアではラテン文字とギリシア文字を使用していた。またブリタンニアにおいて、ローマ帝国の入植以前にパピルスを輸入した記録があり、当時の知識層が文字を書き記していたことが窺える。アイルランドでは、4世紀末に独自のオガム文字を使用していたと思われる。。
しかし教義について、ドルイドは文字で記録せず口伝伝承を行った。そのため、ドルイドについての記録はギリシアやローマ帝国、修道士たちの「外からの目」によるものしか残されていない。歴史の一部としてドルイドを扱う場合、こうした文献の記述を無批判に受け入れることはできない。

## 語源
語源的には「ドルイド」はdru-vid-sと分解され、vidは「知る」「知恵」などを意味する。druについてはオークの木を意味するという見解と強意の接頭辞とする見解とがある。前者は1世紀の博物誌にも記されているほど歴史のある見解であり、少なくとも1968年には主流派を成していた。が、アイルランドにオーク崇拝が見られないこと、ドルイドの職能はオークの木にまつわる祭祀に限らず広範に亘ったことなどの指摘により、現在は後者が有力視されている。

## ガリアのドルイド

### ガリアの社会構成
ガリアの社会は他のインド・ヨーロッパの民族にも見られるような知識層（祭司）・騎士・民衆の三層構成を成していた（三機能仮説）。こうした階層分化は前七世紀頃（ハルシュタット後期）の古代社会で既に発生していた。この知識層がドルイドである。『ガリア戦記』において民衆の身分は奴隷に例えられ、それほど知識層と騎士の特権は強かった。だがこの頃ドルイドの権勢は最盛期を過ぎ下り坂であったと考えられている。
ガリアの知識層を指す単語としてはドルイドのほかにもウァテス・バード・サケルドス・グトゥアテル・セムノテオイなど様々なものが文献に登場する。このうちウァテスとバードについては古典文献の記述から異名ではなく実際にドルイドと共に知識層を構成していた階級であると考えられている。だがこの三階級の職能は完全には分化しておらず、一部で重なり合っているためその関係には諸説がある。
ドルイド
ガリアの知識層の中で最高位を占めるとされる階層。職能としては祭司と政治的指導者を併せ持つ。このため、文献の中でサケルドス（祭司）ではなくドルイドという表現が使われた場合、書き手はその人物を政治的指導者だと強調している可能性がある。
ウァテス
占い師。先述の通りドルイドも占いを行っていたと考えられるため、ウァテスをドルイドの中で下位の序列を指すとする者もいる。その一方で、同じ理由で彼らがドルイドと同等の権利を有したとする者もいる。またポセイドニオスがドルイドの中で生贄に直接手を下す特別な集団にウァテスという別の名称をあたえることで、ドルイドを生贄の儀式から切り離したのではないかという意見もある。
バード
吟遊詩人。ドルイドとウァテス程ではないがその職能はドルイドと重なりあう部分がある。

### 人身御供の儀式
複数の古典文献において、ドルイドが人身御供の儀式に関わっていたことが記されている。しかしドルイドが自身の教義を残さなかった以上、人身御供の儀式を裏付ける考古学的な根拠を発見するのは困難となる。一見当時の生贄と思われる遺体が発見されてもそれが本当に生贄なのか罪人への処罰だったのか判断するのは難しい。さらにいえば罪人の処罰を生贄の儀式に利用した可能性や、戦死などの理由で死亡した遺体を宗教的儀式に利用した可能性もある。
イギリスで発見された湿地遺体であるリンドウ・マンは、人身御供の犠牲者であるとする見方がある。「彼」は健康状態がよく、爪が整っており高い身分の人間だったと推測されている。リンドウ・マンの腸にはヤドリギの花粉が残されており、これはプリニウスが記したヤドリギを珍重し薬として用いるドルイド像を連想させる。しかし彼がドルイドによる人身御供の儀式の犠牲者、あるいは自ら望んで生贄となったドルイドそのものであったとしても、ガリアで同様の儀式が行われていたかどうかは断定できない。

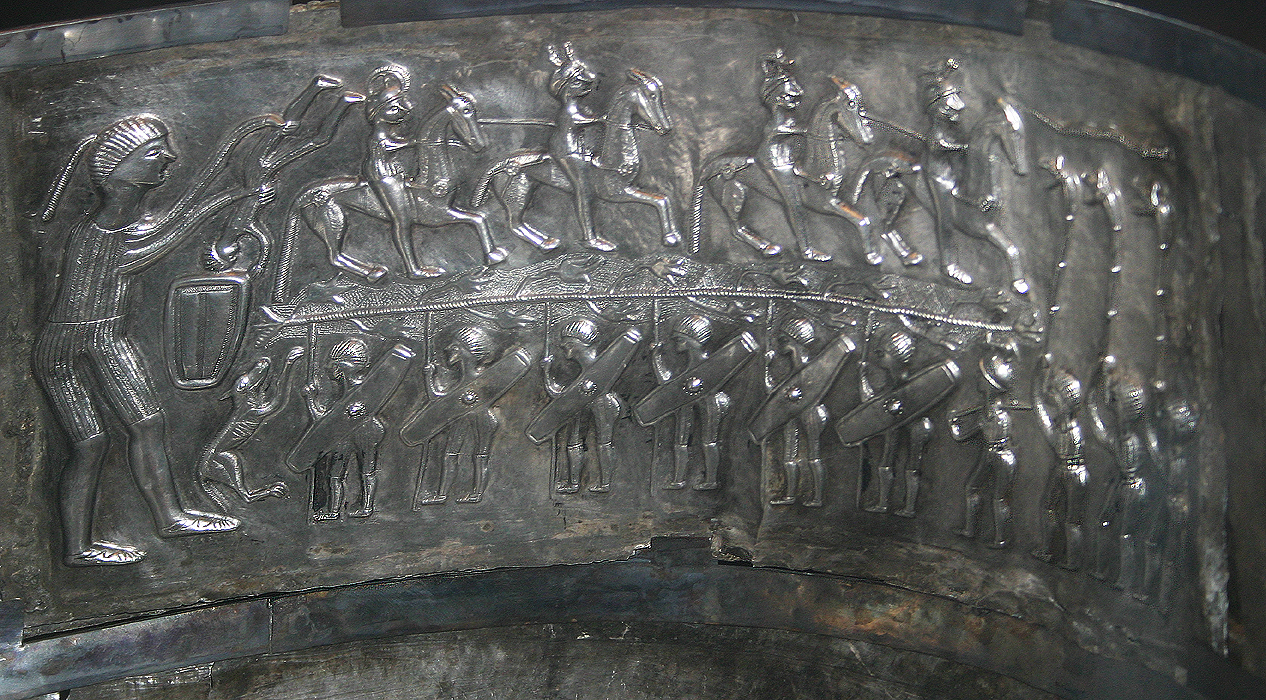
グンデストルップの大釜 プレート E

グンデストルップの大釜の内側のプレート Eでは巨大な人型に捕まえられた人間が大釜に浸されようとしており、
これが残酷な人身御供の儀式を示していると捉える見解がある。しかしこれについては三重の死の一部を指していると見る向きもあり、またそもそも大釜自体がトラキア起源であり、プレートに示されているのは儀式ではないとする説も有力である。

## 関連書籍
- ジェームズ, サイモン 著、井村君江 吉岡晶子 渡辺充子 訳『図説ケルト』東京書籍、2000年。ISBN 4-487-79411-0。